# Vela Traba
Vela Traba este o arie protejată (sit de importanță comunitară — SCI) din Croația întinsă pe o suprafață de 540,08 ha, integral pe uscat.

## Localizare
Centrul sitului Vela Traba este situat la coordonatele 45°14′41″N 13°52′20″E / 45.244676°N 13.872351°E.

## Înființare
Situl Vela Traba a fost declarat sit de importanță comunitară în iulie 2013 pentru a proteja 7 specii de animale.

## Biodiversitate
Situată în ecoregiunea mediteraneană, aria protejată nu include niciun habitat protejat.
La baza desemnării sitului se află mai multe specii protejate:
- nevertebrate (6): croitorul mare al stejarului (Cerambyx cerdo), fluturele de noapte (Eriogaster catax), fluturele auriu (Euphydryas aurinia), Euplagia quadripunctaria, rădașcă (Lucanus cervus), croitorul cenușiu al stejarului (Morimus funereus)
- reptile (1): șarpele cu patru dungi (Elaphe quatuorlineata)